# Belvì
Belvì là một đô thị ở tỉnh Nuoro ở vùng Sardinia của Italia, tọa lạc cách khoảng 80 km về phía bắc của Cagliari và cách khoảng 40 km về phía tây nam của Nuoro. Tại thời điểm ngày 31 tháng 12 năm 2004, đô thị này có dân số 739 người và diện tích là 18,1 km².
Belvì giáp các đô thị: Aritzo, Atzara, Desulo, Meana Sardo, Sorgono, Tonara.